# Secundaire bron
Een secundaire bron is een historische bron die voortbouwt op informatie die eerder is opgeslagen in een primaire bron. Door combinatie en interpretatie kan nieuwe informatie ontstaan die in oudere bronnen ontbrak. Het doel van een secundaire bron is om primaire bronnen toegankelijk te maken.
Afhankelijk van hoe de bron gebruikt wordt, kan een secundaire bron zelf ook gezien worden als primaire bron. Het onderscheid is vooral van belang bij symbolische bronnen, bronnen die ontstonden om de informatie voor tijdgenoten of latere generaties vast te leggen, zoals geschriften en monumenten, in tegenstelling tot bronnen die zonder deze intentie ontstonden, zoals gebruiksvoorwerpen of voetsporen.

## Tertiaire en quartaire bronnen
In de wetenschappelijke methode worden ook tertiaire bronnen onderscheiden. Dit zijn overzichtswerken zoals woordenboeken, encyclopedieën en andere naslagwerken die zich voornamelijk baseren op secundaire bronnen en primaire bronnen gebruiken ter ondersteuning. Deze bronnen zijn gericht op samenvatting en verbreding van het onderwerp en het aanbrengen van overzicht en context. Ook informatiekanalen zoals Wikipedia vallen in deze categorie.
Volgens de Watervalmetafoor van Degryse uit 1997, die uitsluitend professionele literatuur in beschouwing neemt, zijn er in totaal vier niveaus. In dit systeem worden standaarden en aanbevelingen voor de praktijk gerangschikt in quartaire bronnen.

## Secundaire literatuur
Secundaire literatuur is tekst die verwijst naar of een synthese maakt van literair of wetenschappelijk werk, de primaire tekst. Het kan gaan om:
- een verhandeling over een literair werk (een boek over een boek)
- een biografie van een schrijver of dichter
- algemene opstellen over de literatuur of poëtica
- een recensie